# کنگره ملی ایرانیان
کنگره ملی ایرانیان (به انگلیسی: National Iranian Congress) سازمانی سیاسی در ایالات متحده است که هدف خود را تغییر رژیم ایران و ایجاد یک حکومت دموکراتیک می‌داند. این سازمان در سال ۲۰۱۳ مورخ ۱۳۹۲ توسط امیرعباس فخرآور و ارژنگ داوودی تأسیس شد و رهبری آن توسط امیرعباس فخرآور انجام می‌شود.